# Closed world assumption
Die Closed World Assumption (deutsch Annahme zur Weltabgeschlossenheit) bei der Modellierung von Sachverhalten (Wissensrepräsentation) sagt aus, dass alles, was nicht explizit als wahr bewiesen werden kann, als falsch bezeichnet wird: Alles, was also nicht modelliert ist, existiert im Modell auch nicht und ist nicht beweisbar, also falsch, das heißt nicht ableitbar. In der Prädikatenlogik gilt diese Annahme nicht. Als Gegenteil gilt die Open World Assumption: Dabei kann ein Wert auch dann wahr sein, selbst wenn er nicht explizit als solcher modelliert ist.

## Beispiele

### Beispiele für closed world assumption
Bus- oder BahnfahrpläneFalls ein Bus oder Zug planmäßig ausschließlich jede volle Stunde abfährt, ist der Umkehrschluss, dass er zu anderen Zeiten nicht abfährt, durchaus legitim (und sogar zwingend).

### Beispiel für open world assumption
TelefonauskunftsystemWenn eine Nummer im System ist, dann kann Auskunft darüber erteilt werden. Es kann aber nicht geschlossen werden, wer nicht im Telefonbuch steht, hat auch kein Telefon, da es Personen gibt, die sich nicht eintragen lassen. Hier ist die Annahme der Weltabgeschlossenheit also nicht sinnvoll.